# Hagen (Luxemburg)
Hagen (en luxemburguès: Hoen)) és una vila de la comuna de Steinfort del districte de Luxemburg al cantó de Capellen. Està a uns 14,9 km de distància de la Ciutat de Luxemburg.

## Geografia
La vila està envoltada al nord per l'Eisch, un afluent de l'Alzette, i al sud pel rierol d'Autelbas que desemboca en l'Eisch a la vora oriental del llogaret.